# Карпинето дела Нора
Карпинѐто дела Но̀ра (на италиански: Carpineto della Nora) е село и община в Южна Италия, провинция Пескара, регион Абруцо. Разположено е на 535 m надморска височина. Населението на общината е 710 души (към 2010 г.).